# Schwalmtal (Hessen)
Schwalmtal ist eine Gemeinde im mittelhessischen Vogelsbergkreis.

## Geographie
Schwalmtal liegt am Oberlauf der Schwalm am Nordrand des Vogelsberges.

### Nachbargemeinden
Die Gemeinde grenzt im Norden an die Städte Alsfeld und Grebenau, im Osten an die Stadt Lauterbach, im Süden an die Gemeinde Lautertal sowie im Westen an die Gemeinde Feldatal und die Stadt Romrod.

### Gemeindegliederung
Die Gemeinde Schwalmtal besteht aus neun Ortsteilen:
- Brauerschwend
- Hergersdorf
- Hopfgarten
- Ober-Sorg
- Rainrod
- Renzendorf (Sitz der Gemeindeverwaltung)
- Storndorf
- Unter-Sorg
- Vadenrod

Storndorf und Brauerschwend sind die beiden größten Ortsteile.

## Geschichte

### Gebietsreform
Im Vorfeld der Gebietsreform in Hessen wurde die Gemeinde Schwalmtal am 31. Dezember 1971 durch den Zusammenschluss der bisher eigenständigen Gemeinden Brauerschwend, Hergersdorf, Hopfgarten, Ober-Sorg, Rainrod, Renzendorf, Storndorf, Unter-Sorg und Vadenrod neu gebildet.

### Einwohnerentwicklung
| Schwalmtal: Einwohnerzahlen von 1970 bis 2015 | Schwalmtal: Einwohnerzahlen von 1970 bis 2015 | Schwalmtal: Einwohnerzahlen von 1970 bis 2015 | Schwalmtal: Einwohnerzahlen von 1970 bis 2015 | Schwalmtal: Einwohnerzahlen von 1970 bis 2015 |
| --------------------------------------------- | --------------------------------------------- | --------------------------------------------- | --------------------------------------------- | --------------------------------------------- |
| Jahr                                          |                                               |                                               |                                               | Einwohner                                     |
| 1970                                          | 1970                                          |                                               | 3.456                                         | 3.456                                         |
| 1972                                          | 1972                                          |                                               | 3.432                                         | 3.432                                         |
| 1976                                          | 1976                                          |                                               | 3.365                                         | 3.365                                         |
| 1984                                          | 1984                                          |                                               | 3.160                                         | 3.160                                         |
| 1992                                          | 1992                                          |                                               | 3.355                                         | 3.355                                         |
| 2000                                          | 2000                                          |                                               | 3.300                                         | 3.300                                         |
| 2005                                          | 2005                                          |                                               | 3.207                                         | 3.207                                         |
| 2010                                          | 2010                                          |                                               | 2.646                                         | 2.646                                         |
| 2015                                          | 2015                                          |                                               | 2.817                                         | 2.817                                         |
| Quellen: ; 1972:; 1976:; 1984:; 1992:; 2000:  |                                               |                                               |                                               |                                               |

## Politik

### Gemeindevertretung
Die Kommunalwahl am 14. März 2021 lieferte folgendes Ergebnis, in Vergleich gesetzt zu früheren Kommunalwahlen:
| Sitzverteilung in der Gemeindevertretung 2021Insgesamt 15 Sitze - SPD: 4 - Grüne: 2 - BSCH: 8 - AfD: 1 | Parteien und Wählergemeinschaften | Parteien und Wählergemeinschaften           | % 2021 | Sitze 2021 | % 2016 | Sitze 2016 | % 2011 | Sitze 2011 | % 2006 | Sitze 2006 | % 2001 | Sitze 2001 |
| Sitzverteilung in der Gemeindevertretung 2021Insgesamt 15 Sitze - SPD: 4 - Grüne: 2 - BSCH: 8 - AfD: 1 | SPD                               | Sozialdemokratische Partei Deutschlands     | 29,0   | 4          | 33,8   | 5          | 34,7   | 5          | 44,7   | 10         | 47,3   | 11         |
| Sitzverteilung in der Gemeindevertretung 2021Insgesamt 15 Sitze - SPD: 4 - Grüne: 2 - BSCH: 8 - AfD: 1 | BSCH                              | Bürgerliste Schwalmtal                      | 56,7   | 8          | 66,2   | 10         | —      | —          | —      | —          | —      | —          |
| Sitzverteilung in der Gemeindevertretung 2021Insgesamt 15 Sitze - SPD: 4 - Grüne: 2 - BSCH: 8 - AfD: 1 | CDU                               | Christlich Demokratische Union Deutschlands | –      | –          | —      | —          | 46,4   | 7          | 39,0   | 9          | 38,0   | 9          |
| Sitzverteilung in der Gemeindevertretung 2021Insgesamt 15 Sitze - SPD: 4 - Grüne: 2 - BSCH: 8 - AfD: 1 | FWG                               | Freie Wählergemeinschaft Schwalmtal         | –      | –          | —      | —          | 18,9   | 3          | 16,3   | 4          | 14,7   | 3          |
| Sitzverteilung in der Gemeindevertretung 2021Insgesamt 15 Sitze - SPD: 4 - Grüne: 2 - BSCH: 8 - AfD: 1 | GRÜNE                             | Bündnis 90/Die Grünen                       | 10,3   | 2          | —      | —          | –      | –          | –      | –          | –      | –          |
| Sitzverteilung in der Gemeindevertretung 2021Insgesamt 15 Sitze - SPD: 4 - Grüne: 2 - BSCH: 8 - AfD: 1 | AfD                               | Alternative für Deutschland                 | 4,1    | 1          | —      | —          | –      | –          | –      | –          | –      | –          |
| Sitzverteilung in der Gemeindevertretung 2021Insgesamt 15 Sitze - SPD: 4 - Grüne: 2 - BSCH: 8 - AfD: 1 | Gesamt                            | Gesamt                                      | 100,0  | 15         | 100,0  | 15         | 100,0  | 15         | 100,0  | 23         | 100,0  | 23         |
| Sitzverteilung in der Gemeindevertretung 2021Insgesamt 15 Sitze - SPD: 4 - Grüne: 2 - BSCH: 8 - AfD: 1 | Wahlbeteiligung in %              | Wahlbeteiligung in %                        | 61,7   | 61,7       | 63,7   | 63,7       | 59,6   | 59,6       | 69,8   | 69,8       | 67,7   | 67,7       |

### Bürgermeister
Nach der hessischen Kommunalverfassung wird der Bürgermeister für eine sechsjährige Amtszeit gewählt, seit dem Jahr 1993 in einer Direktwahl, und ist Vorsitzender des Gemeindevorstands, dem in der Gemeinde Körle neben dem Bürgermeister ehrenamtlich ein Erster Beigeordneter und sechs weitere Beigeordnete angehören. Bürgermeister ist seit dem 1. Juli 2012 der parteiunabhängige Timo Georg. Er wurde als Nachfolger von Jürgen Adam (SPD), der nach drei Amtszeiten nicht mehr kandidiert hatte, am 11. März 2012 im ersten Wahlgang bei 80,4 Prozent Wahlbeteiligung mit 56,3 Prozent der Stimmen gewählt. Es folgten zwei Wiederwahlen, jeweils ohne Gegenkandidaten, zuletzt im Oktober 2023.
Amtszeiten der Bürgermeister
- 2012–2030 Timo Georg[16]
- 1994–2012 Jürgen Adam (SPD)[17]
- 1985–1994 Karl-Josef Schwiddessen (CDU)
- 1973–1985 Helmut Schaaf (SPD)
- 1972–1973 Otto Richtsberg (staatsbeauftragter Bürgermeister)

### Gemeindeverwaltungsverband
Die Gemeinde Schwalmtal ist Mitglied im Gemeindeverwaltungsverband Feldatal-Grebenau-Romrod-Schwalmtal.

### Wappen und Flagge
Wappen

Blasonierung: „In Gold und Schwarz ein gewellter, blau/silber geteilter Schräglinksbalken, oben belegt mit einem schwarzen, durch zwei Rinken zusammengeschlagenen Kesselhaken, unten mit einem dreiblättrigen und mit zwei Eicheln versehenen goldenen Eichenblatt.“
Das Wappen wurde der Gemeinde Schwalmtal am 28. Oktober 1986 durch den Hessischen Innenminister genehmigt. Gestaltet wurde es durch den Bad Nauheimer Heraldiker Heinz Ritt.
Es ist eine Kombination aus den Wappen der beiden Ortsteile Storndorf und Vadenrod. Der Kesselhaken aus dem Storndorfer Wappen steht für die Zunft der Kessel- und Nagelschmiede des Dorfes. Der Eichenzweig, im Vadenrodener Wappen eine ganze Eiche, symbolisiert die Bonifatiuseiche des Ortes. Der ebenfalls aus dem Wappen Vadenrods stemmende Wellenbalken zeigt, hier auch redend, die Schwalm.
 Flagge 
Die Flagge wurde der Gemeinde am 18. Mai 1988 genehmigt und wird wie folgt beschrieben:
„Auf schwarz/goldener Flaggenbahn in der oberen Hälfte aufgelegt das Gemeindewappen.“

## Wirtschaft
Die Ortsteile Brauerschwend und Storndorf besitzen beide eine Grundschule, einen Kindergarten und ein Lebensmittelgeschäft. Des Weiteren gibt es in Storndorf eine Filiale der Volksbank Feldatal sowie eine SB-Filiale der Sparkasse Oberhessen. Das Hauptindustriegebiet der Gemeinde ist in Storndorf angesiedelt. Außerdem liegt die Kreismülldeponie, die von dem ZAV verwaltet wird, auf der Gemarkung der Gemeinde. Im Ortsteil Rainrod gibt es zwei Schreinereien. In Brauerschwend befindet sich eine Praxis für Allgemeinmedizin. In Storndorf befindet sich eine Zahnarztpraxis.
In der Gemeinde liegt des Weiteren eines der wenigen Linsenanbaugebiete Deutschlands.

## Verkehr
Durch das Gemeindegebiet verläuft die Bundesstraße 254, die von Alsfeld über Lauterbach nach Fulda führt. Vor einigen Jahren wurde die Trassenführung zur Ortsumgehung geändert.
Der Bahnhof Renzendorf war bis zum Dezember 2011 Haltepunkt der Bahnstrecke Gießen–Fulda.